# Sankt Severin Kirke (Kejtum)
Skt. Severin er en evangelisk-luthersk kirke i Kejtum Sogn på den nordfrisiske ø Sild i det nordlige Tyskland (Sydslesvig). Den fik sit navn fra en biskop fra det 4. århundrede "Severin von Köln". Kirken står lidt udenfor Kejtum på en gesthøj. På dette sted, blev den første kirke opført omkring 1020 på et førkristent kultsted. Efter sagnet blev kirke bygget af Knud den Store. Det skønnes at stedet var et blotsted for Odin. Kirken hørte under klostret i Odense og blev i 1188 viet til den hellige Knud. Den nuværende kirke er første gang nævnt på skrift i 1240. Undersøgelser i nutiden har vist, at tagkonstruktionen sandsynligvis kan dateres til 1216. Det er påfaldende, at kirkerne i Kejtum, i Niblum på Før (Sankt Johannes), på Pelvorm og i Tating på Ejdersted ligger på en ret linje med en indyrdes geografisk afstand på hver 17,6 km.
Kirkeskibet, det smalle kor og det halvrunde apsis er kirkens ældste dele, som stammer fra den romanske periode. Murværket består i det nederste område af granitblokke, derover blev der anvendt rhinske tufsten og mursten. Forskellige friser pryder væggene. Trappefriserne befinder sig umiddelbart under skibet og apsissens tagskæg. Byggematerialerne og grundstrukturerne genfindes også i den mindre nabokirke Skt. Morten i Morsum.
Det fra 1450 sengotiske tårn af røde mursten og tegltag adskiller sig tydelig fra de ældre bygningsdele. Tårnet er det eneste murstensgotiske byggemonument på Sild. I gammel tid blev det også brugt benyttet som tilflugtssted. Foruden at være et vigtigt sømærke. Indtil 1806 blev tårnet også benyttet som fængsel. Efter en ulykke i 1740 blev rummet tilmuret og først åbnet igen i 1981, det benyttes nu som kirkens indgangsrum.
På kirkens sydside er der tilføjet et lille blytækket forhus, som oprindelig sandsynligvis blev benyttet som opvarmningsrum. 1979 blev det ombygget til sakristi.